# 濠江区划沿革

## 明
潮阳县自建置以来，原有四乡：新兴乡，兴仁乡，奉恩乡，丰欢乡，共统十四团。及至明洪武十四年（1381年），知县杨智丈量田土，改十四团为十六都。嘉靖中置普宁县、惠来县割去六都，存十都。十都名为：县廓都、峡山都、黄陇都、举练都、贵山都、直浦都、竹山都、招收都、砂浦都、隆井都。招收都、砂浦都约合今日濠江区范围，属奉恩乡。奉恩乡还包括竹山都、直浦都，即今河溪、西胪、关埠、金灶一带。
| 招收都、砂浦都 明隆庆六年（1572年）                | |    |
| 乡                                                 | 都 | 村 |
| 奉恩乡                                             | |    |
| 招收都                                             | 湖邊、林後、東湖、許家洞、塘邊、下里、東隴、南沙灣、鷄岡、馬窖（馬窖有寨）、羊背、大冊、岡背、崎石、浮山、濠浦、樓下（濠浦、樓下有寨，竟毀於賊）、孤山、軍船頭、半徑、新寮、上浦、葛頭、茂洲、坂上、西山、踏頭埔、赤港、青林（踏頭埔、赤港、青林俱有寨）、下園、下尾（下尾一名華美、明隆慶二年招林道乾安插於此）、豐積、埭頭（埭頭、下尾有寨）、白沙、溪頭、下澮（隆庆元年汤克宽議招曾一本於此，后竟叛招去）、三寮、河渡門。 |    |
| 砂浦都                                             | 砂浦（有寨）、施厝邊、牛田、磊口門、蘇梅灣、葛洲、澳頭、上頭、東湖 |    |
| 直浦都                                             | 今关埠、金灶一带 广尾寨、大窖、上桥、曲路、溪内、新寨子、藤港、门辟、石井、寨头、前洋、后洋，北洋、新溪洋、西平、洋心、溪西、经头、灶浦、东村，直浦、柳岗、河尾、河下、苏洋、洋背、金沟、竹桥、东湖、井尾。 |    |
| 竹山都                                             | 今河溪、西胪一带 华阳、河溪、桑田、海田、西泸、凤山、龟山、泉塘、赤水、陂头、陂尾、洋中。 |    |
| 注：请参见明隆庆林大春《潮阳县志》卷六 輿地志·鄉都 | |    |

## 清
明嘉靖(1522~1566)中，置惠、普二邑，割去大坭、酉头、惠来3都与惠来，洋乌、滅水、黄坑3都与普宁，仅存县廓、峡山、黄陇、举练、贵山、直浦、竹山、招收、砂浦、隆井10都。后增民里七坊，别自为图，曰附廓都。万历九年(1581年)，洋乌、滅水复还潮阳，是为13都。
清雍正十年(1732)割滅水拓普宁，尚存5图，仍属潮阳，改为附都，则潮阳县时有十三都。为：县廓、附廓、峡山、黄陇、举练、贵山、直浦、竹山、招收、砂浦、隆井、洋乌，滅水。

招收、砂浦两都仍属潮阳县，内部一些村落出现变化：

招收都：孤山废、军船头废、半径废、坂上废、西山废、下园废、广澳废，丰积、下尾久废为园，湖边划归附廓都，南沙湾改名为南山，马窖改为马滘，多出西墩、东畔围、朱厝围、大澮、长围、罗厝围、路头崎、上头、里前、棉花村、渡头仔、大浦寮、占店等村。

砂浦都：苏梅湾废为埠，湖仔废，多出松子山、茂洲、郑厝围、葛围、黄厝围、头寮、上人家、中寮、附中尾、尾寮等村，上头划归招收都。东湖分为上、下村。
| 招收都、砂浦都 清乾隆二十七年（1762年） | |
| 都                                      | 乡 |
| 招收都                                  | 湖邊（縣東二十里）、林石（縣東二十五里，久廢）、東湖（縣東四十里）、許家洞（縣東二十里）、塘邊（縣東二十里）、下里（縣東二十里）、東隴（縣東二十里）、南沙灣（縣東二十五里）、雞岡（縣東三十里）、馬窖（縣東二十八里）、羊背（縣東二十五里）、大册（縣東二十五里）、岡背（縣東二十五里）、碕石（縣東二十五里）、浮山（縣東二十里）、濠浦（縣東二十里）、樓下（縣東二十里）、孤山（縣東三十里，久廢）、新寮（縣東二十五里）、上浦（縣東三十里，久廢）、葛頭（縣東三十里）、茂洲（縣東三十里）、坂上（縣東三十五里，久廢）、西山（縣東三十里，久廢）、踏頭埔（縣東三十里）、赤港（縣東三十里）、青林（縣東三十里）、下園（縣東三十里，廢）、下尾（縣東三十里，一名華尾，隆慶二年知縣王道、總兵郭成招撫海寇林道乾於此。廢為園）、埭頭（縣東四十里）、豐積（縣東四十里，久廢為園）、白砂（縣東十五里//疑為三十五里）、三寮（縣東三十五里）、河渡（縣東三十五里）、廣澳（縣東四十五里，廢）、下澮（縣東三十五里，隆慶初損毀撫海寇曾一本於此）、溪頭（縣東三十五里）、西墩（縣東四十里）、東畔圍（縣東二十里）、附中尾（縣東三十里）、大澮（縣東四十里）、朱厝圍（縣東三十里） |
| 砂浦都                                  | 砂浦（縣東三十里）、施厝邊（縣東三十里）、牛田（縣東二十五里）、磊口門（縣東二十里）、葛洲（縣東三十五里）、蘇梅灣（縣東四十里，久廢為埠）、澳頭（縣東三十五里）、棉花村（縣東二十里）、上頭（縣東十五里）、半徑（縣東三十里，久廢）、松仔山（縣東二十五里）、湖子（縣東四十里，久廢）、東湖（縣東四十五里）、軍船頭（縣東四十里，久廢為田） |
| 注：                                    | 请参见清乾隆 周碩勳《潮州府志》 |

| 招收都、砂浦都 清光绪十年（1881年） | |
| 都                                  | 乡 |
| 招收都                              | 踏頭埠（即達濠招寧司暨水師守備駐此）、林石、東湖、許家洞、塘邊、華里、東隴、南山（即南沙灣）、雞岡、馬滘、洋背、大册、岡背、崎石、浮山、濠浦、樓下、孤山（廢）、軍船頭（廢）、半徑（廢）、新寮、上浦、葛頭、茂洲、坂上（廢）、西山（廢）、赤港、青林、下園（廢）、埭頭、豐積（久廢為園）、下尾（一名華美，隆慶間撫寇林道乾安插於此，後竟叛去，此地久廢為圍）、白沙、三寮、河渡、廣澳（廢）、溪頭、下澮（隆慶初撫海寇曾一本於此，後竟叛）、西墩、東畔圍、朱厝圍、大澮、長圍、羅厝圍、路頭崎、上頭、里前、棉花村、渡頭仔、大浦寮、占店 |
| 砂浦都                              | 砂浦都在县东，与招收错壤 ：砂浦、施厝邊、牛田、磊口門、葛洲、蘇梅灣（久廢為埠）、澳頭、松子山、湖仔（廢）、東湖（上下）、茂洲、鄭厝圍、葛園、黃厝圍、頭寮、上人家、中寮、附中尾、尾寮 |
| 注：                                | 请参见清光绪 周恒重《潮阳县志》 |

清光绪《潮阳县志》载：“按 招收一都。为邑左臂，外临洋海，内达径门。嘉靖间(1522—1566)，达濠人轻敌敢战，倭奴攻邑，得其精兵以却之。咸丰甲寅(1854年)，土寇窃发，三面道梗，通饷道、济樵苏则濠浦人倡之。盖其地弦诵诗书，视他都较盛，与邑中声气尤通，屹然东方一屏蔽矣。”

## 民国
| 时间                             | 隶属       | 村 |
| -------------------------------- | ---------- | --- |
| 1934年 民国二十三年              | 第三达濠区 | 达濠乡，附浦乡，南山乡，葛园乡，上人家乡，河浦乡，埔头乡，埭头乡，松仔山乡，磊口乡，葛州乡，广澳乡，塘边乡，洋背乡，下底乡，下芽乡，玉石乡，洞濠乡，岗背乡，上头乡，凤岗乡，新寮乡，东湖乡，三寮乡，林后乡，马滘乡，澳头乡，溪头乡，青林乡 |
| 1940年 民国二十九年              |            | 洞濠乡，岗背乡，南山乡，洋背乡，塘边乡，华里乡，下牙乡，凤岗乡，新寮乡，上头乡，林后乡，玉石乡，河浦乡，马滘乡 时达濠岛为侵华日军占据。 |
| 1946年 民国三十一年              | 第三区     | 达濠镇，潮光乡，珠园乡，河浦乡，凤安乡，南衡乡 |
| 注：请参见1949年饶宗颐《潮州志》 |            | |

## 建国后
| 街道 | 居委数 | 居委                                                                                            |
| ---- | ------ | ----------------------------------------------------------------------------------------------- |
| 达濠 | 10     | 濠滨、达濠、达埠、赤港、赤隆、青篮、青林、青盐、葛洲、西堆，另有包帆、放钓、赤濠3个渔业经济联社 |
| 礐石 | 16     | 珠浦、葛陈、葛朱、茂南、茂北、头村、中村、尾村、礐居、红光、红旗、红星、磊口、棉花、松山、澳头  |
| 广澳 | 7      | 广澳、东湖、三寮、埭头、溪头、河渡、大蔚                                                        |
| 马滘 | 7      | 海光、海星、海明、和社、马居、凤岗、南山                                                        |
| 河浦 | 5      | 河东、河南、河北、楼下、肚桥                                                                    |
| 玉新 | 6      | 玉石、黎明、岗背、燎原、灯塔、下衙                                                              |
| 滨海 | 9      | 华新、华里、钱塘、五一、上头、林后、东陇、上店、里前                                            |